# Hans Howald
Hans Howald (* 16. Juni 1936; † 15. Mai 2020) war ein Schweizer Sportmediziner.

## Leben
Howald wuchs in Biel auf, seine Eltern betrieben eine Metzgerei. Er studierte Medizin und war hernach als Arzt tätig. Er spezialisierte sich auf das Fachgebiet Neurologie.
1969 trat Howald eine Stelle am Forschungsinstitut der Eidgenössischen Sportschule in Magglingen an. 1972 stieg er zum Leiter des Forschungsinstituts auf. In den Mittelpunkt des Interesses rückte am Institut unter Howalds Leitung die Untersuchung der Muskeltätigkeit bei körperlicher Belastung sowie die Dopingbekämpfung. Die von ihm geleitete Forschungseinrichtung wurde vom IOC als Doping-Kontrolllabor anerkannt.
Er befasste sich ebenfalls eingehend mit dem Leistungssport im Kindes- und Jugendalter. 1982 war er gemeinsam mit Erwin Hahn Herausgeber des Buches Kinder im Leistungssport. Ein weiterer Forschungsschwerpunkt war die Ausdauerfähigkeit.
Howald war ein Gegner des Einsatzes von Dopingmitteln im Sport, ihm gelang 1975 der Nachweis von Anabolika. Gemäss der Neuen Zürcher Zeitung war Howald ein „weltweit führender Fachmann der Dopinganalytik“. 1988 trat er als Leiter des Forschungsinstituts der Eidgenössischen Sportschule zurück. Gemäss Bieler Tagblatt entschloss er sich zu diesem Schritt, da sich „die Rollen zur Förderung von Topleistungen und gleichzeitig als unangenehmer Aufpasser im Magglinger Dopinglabor und Kritiker von damals nicht verbotenen Methoden“ nicht mehr kombinieren liessen.
Nach dem Ausscheiden aus der Institutsarbeit war Howald in der Chemieindustrie tätig.